# Região de Bluegrass

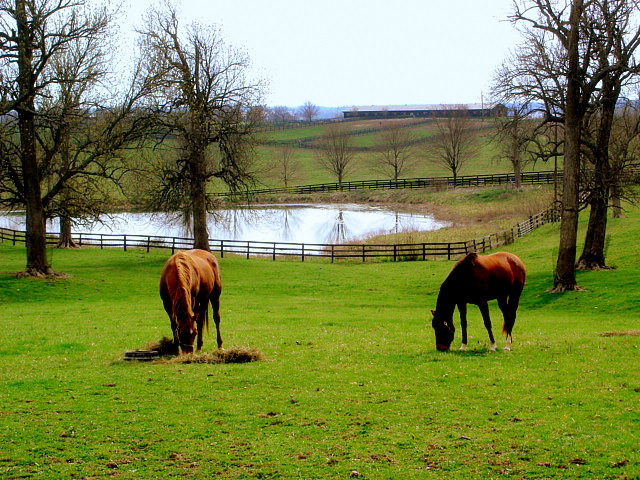
A região de Inner Bluegrass, no Kentucky, conta com centenas de fazendas de cavalos.

Regiões do Kentucky, com a região Bluegrass na parte norte do estado

A região Bluegrass é uma região geográfica no estado americano do Kentucky. Compõe a parte central e norte do estado, delimitada aproximadamente pelas cidades de Frankfurt, Paris, Richmond e Stanford.  Faz parte da ecorregião dos Planaltos Interiores Baixos.
"Bluegrass" é um nome comum dado nos Estados Unidos para a grama do gênero Poa, sendo o mais famoso o bluegrass de Kentucky. Apesar do nome, Kentucky Bluegrass é nativo da Europa e provavelmente foi introduzido por volta de 1600.